# سيرجي كيسلياك
سيرجي ايفانوفيتش كيسلياك بالروسية: Сергей Иванович Кисляк، IPA: [sʲɪrɡʲej ɪvanəvʲɪtɕ kʲɪslʲak]؛ ولد 7 سبتمبر 1950 هو دبلوماسي روسي يشغل منصب سفير روسيا لدى الولايات المتحدة منذ عام 2008 عينه الرئيس الروسي السابق ديمتري ميدفيديف.

## السيرة الذاتية
ذو الاصل الأوكراني (ولدوا كلا والديه في أوكرانيا). بعد تخرجه من معهد موسكو للهندسة الفيزياء في عام 1973 وأكاديمية الاتحاد السوفياتي للتجارة الخارجية في عام 1977، انضم كيسلياك إلى وزارة الشؤون الخارجية السوفياتية.
من عام 1981 إلى عام 1985، كان كيسلياك السكرتير الثاني في البعثة الدائمة للاتحاد السوفياتي لدى الأمم المتحدة في مدينة نيويورك. من عام 1985 إلى عام 1989، كان كيسلياك سكرتير أول، مستشار في سفارة الاتحاد السوفياتي في واشنطن العاصمة.
من عام 1989 إلى عام 1991، كان كيسلياك نائب مدير إدارة المنظمات الدولية في وزارة الخارجية السوفياتية. من عام 1991 إلى عام 1993، كان كيسلياك نائب مدير إدارة التعاون التقني و العلمي الدولي وفي وزارة الشؤون الخارجية الروسية. من عام 1993 إلى عام 1995، كان كيسلياك مدير إدارة التعاون التقني الدولي العلمي.
من عام 1995 إلى عام 1998، كان كيسلياك مدير إدارة شؤون الأمن ونزع السلاح في وزارة الخارجية الروسية.
في عام 1998، كان كيسلياك سفير روسيا لدى بلجيكا مع الإقامة في بروكسل، وشغل أيضا منصب الممثل الدائم للاتحاد الروسي لدى حلف شمال الأطلسي.
من عام 2003 إلى عام 2008، شغل منصب نائب كيسلياك وزارة الشؤون الخارجية. أصبح كيسلياك سفير روسيا لدى الولايات المتحدة في 26 يوليو 2008، وعين من قبل الرئيس الروسي ديمتري ميدفيديف.